# معقف
التلفيف المِعْقَف أو شص أو تلفيف نهاية الحصين هو النهاية الأمامية للتلفيف المجاور للحصين. يفصله عن قمة الفص الصدغي شق بسيط يدعى الثلمة الصدغية. ورغم أنه يتمادى سطحياً مع التلفيف الحصيني، فإن المعقف يشكل -مورفولوجياً- جزءاً من الدماغ الشمي.
أتى مصطلح المعقف من الكلمة اللاتينية uncus التي تعني كُلاب (أو خطاف)، والتي ابتدعها Felix Vicq d’Azyr (1748-1794).

## الأهمية السريرية
قسم القشرة الشمية الموجود على الفص الصدغي ويغطي منطقة المعقف، يشير إلى ناحيتين سريريتين مهمتين للمعقف: النوبات المعقفية و الانفتاق المعقفي.
النوبات المرضية (أو الصرعية)، غالبا ما تسبق بإهلاسات روائح كريهة، تنشأ غالباً في المعقف.
في حالات الوذمة، النزف، الورم، وارتفاع الضغط داخل القحف، خصوصاً عندما تكون الكتلة في الحفرة الإنسية، يمكن أن يسقط المعقف في الثلمة الخيمية مقابل جذع الدماغ وأعصابه القحفية الموافقة ويمكن أن ينتج عن ذلك انفتاق الدماغ. إذا انفتق المعقف فإن العصب القحفي III الموجود إنسيّه يمكن أن ينضغط. وهذا يسبب مشاكل مترافقة مع لا وظيفية أو مشاكل محتملة في العصب القحفي الثالث CN III – فيحصل عدم تقبض الحدقة في نفس الجانب للضوء وغياب الحركة الإنسية العلوية للحجاج، فينتج عن ذلك حدقة ثابتة متوسعة وعين في وضعية «وهن (down and out)» مميزة بسبب سيطرة العصبين البكَري والمبعّد. زيادة الضغط على الدماغ المتوسط تؤدي إلى ترقي الخمول، السبات، والموت بسبب انضغاط الجملة الشبكية المنشطة للدماغ المتوسط. تأذي جذع الدماغ يكون بنفس جهة الانفتاق بشكل نموذجي، رغم أن السويقة الدماغية في الجهة المقابلة يمكن أن تُدفع قبالة الثلم الخيمي، مؤدية إلى تثلم مميز يدعى ثلم كيرنوهان Kernohan's notch وخزل شقي موافق، لأن الألياف التي تعبر في السويقة المخية تتصالب في أسفل البصلة لتتحكم بمجموعات العضلات الموجودة في الجانب الآخر من الجسم.
وهو نقطة العلّام التي تساعد في إيجاد اللوزة في المقطع الإكليلي للدماغ.

## صور إضافية

موقع المعقف (أحمر)
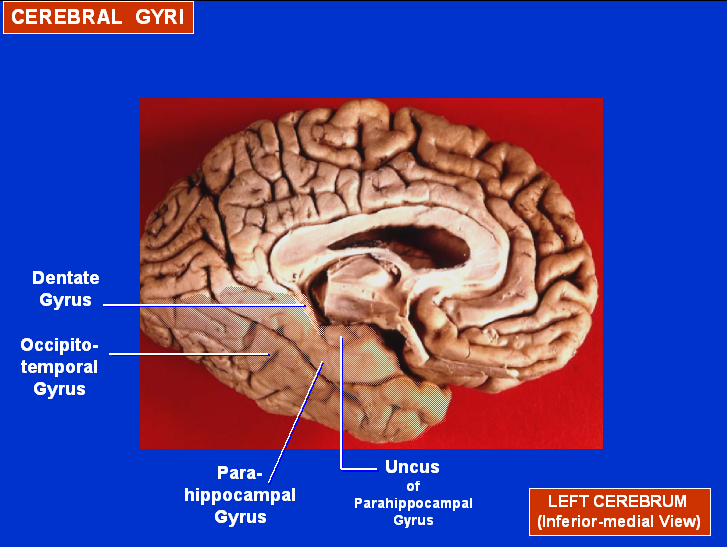
دماغ إنسان، منظر إنسي (المعقف يظهر بالأزرق)
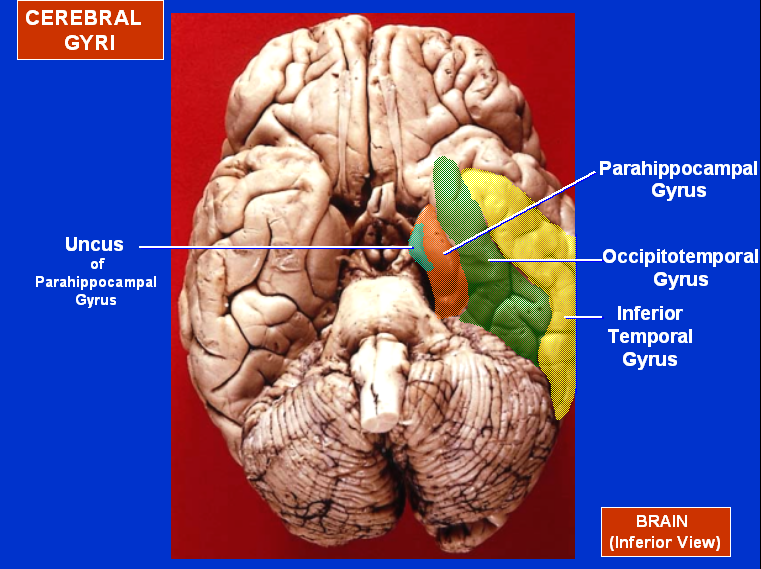
دماغ إنسان، منظر سفلي (المعقف يظهر باللون الأزرق)
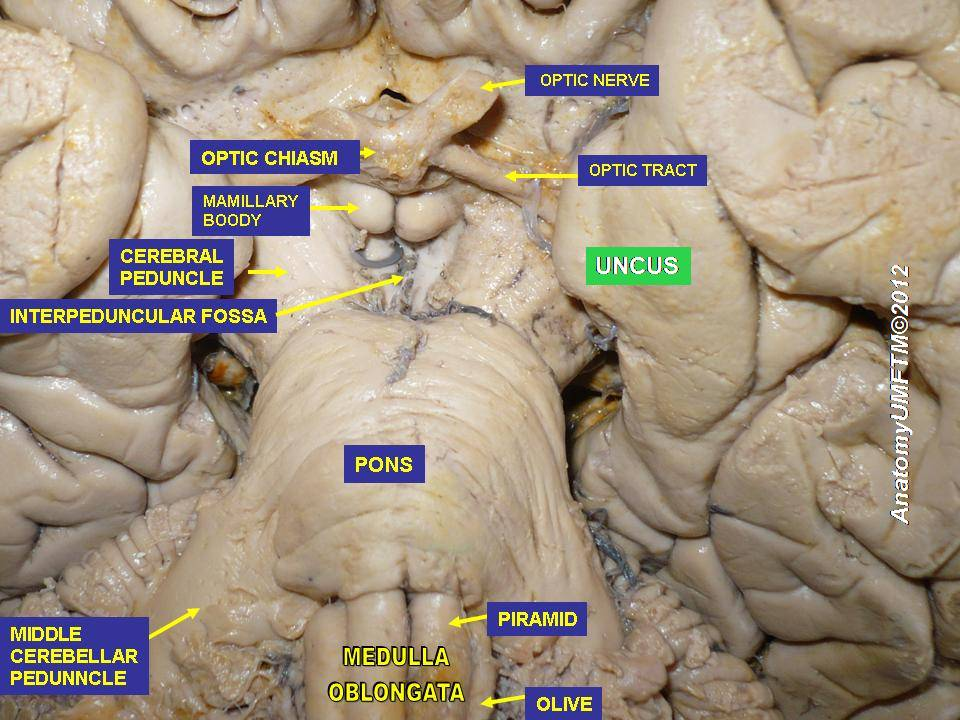
المعقف (النص الأخضر)
منظر قاعدي لدماغ الإنسان
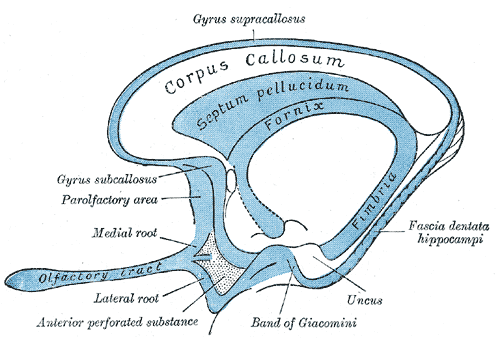
مخطط ترسيمي للدماغ الشمي (المعقف يمين أسفل الصورة)
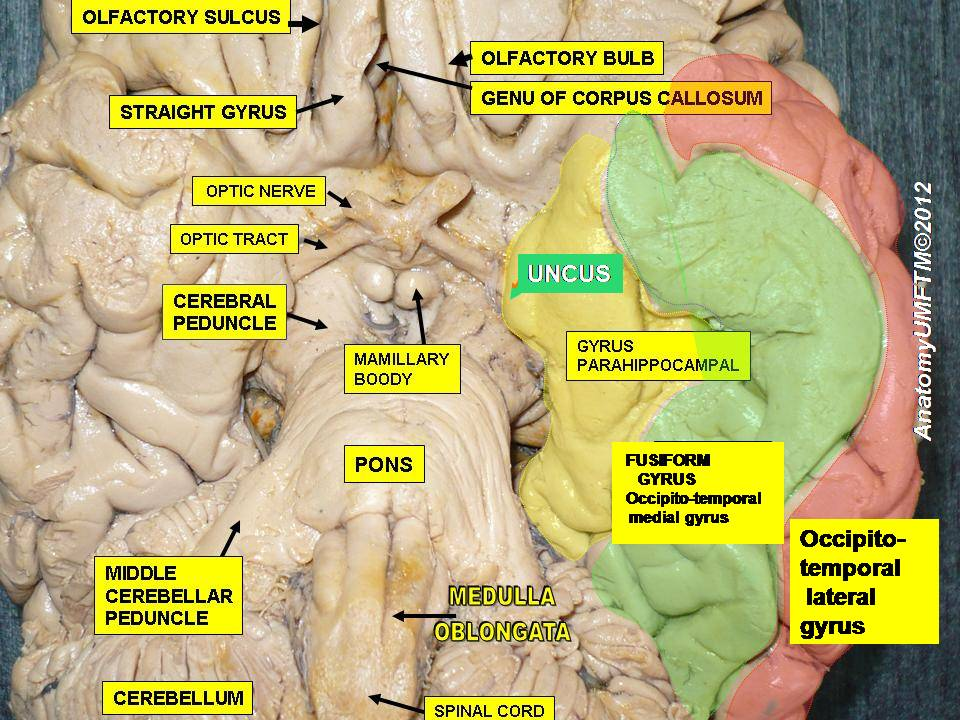
المعقف